# Altice Portugal
Altice Portugal, fino al 2018 Portugal Telecom (PT), è la più grande compagnia di telecomunicazioni in Portogallo.
Sebbene operi principalmente in Portogallo e Brasile, ha anche una significativa presenza in Marocco, Guinea-Bissau, Capo Verde, Mozambico, Timor Est, Angola, Kenya, Cina, e São Tomé e Príncipe.
Grazie alla sua grande quota di mercato, Portugal Telecom è considerata de facto monopolista nella telefonia fissa nel paese.

## Proprietà
Originariamente, il governo portoghese era proprietario di 500 golden share che gli concedevano ampio potere decisionale sulla gestione della compagnia, tra cui quello dell'eventuale vendita a stranieri. L'Unione europea ha più volte contestato la legittimità di queste Golden Share, sostenendone l'illegalità rispetto al quadro normativo dell'UE, mentre il governo portoghese ne sosteneva la necessità per motivi di pubblico interesse. Dopo il dibattimento del caso presso la corte di giustizia europea, le golden share sono state finalmente abolite nel luglio 2013. Lo stesso anno, PT si fonde con l'operatore brasiliano Oi. Da aprile 2015, PT diventa di proprietà del gruppo olandese Altice.